# Balete (Batangas)
Balete is een gemeente in de Filipijnse provincie Batangas op het eiland Luzon. Bij de laatste census in 2010 telde de gemeente ruim 20 duizend inwoners.

## Geografie

### Bestuurlijke indeling
Balete is onderverdeeld in de volgende 13 barangays:
| - Alangilan - Calawit - Looc - Magapi - Makina - Malabanan - Paligawan | - Palsara - Poblacion - Sala - Sampalocan - Solis - San Sebastian |

## Demografie
Balete had bij de census van 2010 een inwoneraantal van 20.214 mensen. Dit waren 962 mensen (5,0%) meer dan bij de vorige census van 2007. Ten opzichte van de census van 2000 was het aantal inwoners gegroeid met 4.422 mensen (28,0%). De gemiddelde jaarlijkse groei in die periode kwam daarmee uit op 2,50%, hetgeen hoger was dan het landelijk jaarlijks gemiddelde over deze periode (1,90%).

De bevolkingsdichtheid van Balete was ten tijde van de laatste census, met 20.214 inwoners op 25 km², 808,6 mensen per km².
Agoncillo · Alitagtag · Balayan · Balete · Batangas City · Bauan · Calaca · Calatagan · Cuenca · Ibaan · Laurel · Lemery · Lian · Lipa · Lobo · Mabini · Malvar · Mataasnakahoy · Nasugbu · Padre Garcia · Rosario · San Jose · San Juan · San Luis · San Nicolas · San Pascual · Santa Teresita · Santo Tomas · Taal · Talisay · Tanauan · Taysan · Tingloy · Tuy